# Leopoldo Prato
Leopoldo Cesare Prato (Pamparato, 3 febbraio 1845 – battaglia di Adua, 1º marzo 1896) è stato un militare italiano, insignito della medaglia d'oro al valor militare alla memoria nel corso della battaglia di Adua.

## Biografia
Nacque a Pamparato, provincia di Cuneo,  il 3 febbraio 1845, figlio di Antonio e di Luigia Barberis. 
Il 5 agosto 1862 si arruolò volontario nel corpo di amministrazione del Regio Esercito con ferma di otto anni, e nel marzo 1864 fu trasferito al 1º Reggimento bersaglieri con il grado di caporale.  Fu poi promosso sergente e quindi furiere. Il 1 aprile 1873 fu ammesso a frequentare la Scuola Militare di Fanteria di Modena uscendone sottotenente il 1° agosto 1874, assegnato al 10º Reggimento bersaglieri il 29 dello stesso mese. Divenuto tenente nel febbraio 1879, passò al 3º Reggimento bersaglieri di stanza a Messina il 17 maggio 1880, e promosso capitano il 21 marzo 1886 assunse anche l'incarico di carica di aiutante maggiore in prima.
Dal 18 settembre 1887 al 1° agosto 1889 prestò servizio nel Collegio Militare di Messina dapprima come insegnante di geografia, e poi di aiutante maggiore. Il 5 agosto successivo, su sua domanda, partì per l'Africa orientale destinato ai presidi dell'Eritrea come addetto al comando superiore. Rimase in Colonia 16 mesi e nel dicembre 1890 ritornò in Patria assegnato al 9º Reggimento bersaglieri. Promosso maggiore a scelta nel 1894 fu mandato al distretto militare di Cagliari. Rcevette l'ordine di costituire il 6° Battaglione fanteria d'Africa che il 18 dicembre salpò da Napoli sul piroscafo Adria per Massaua.  Una volta arrivato il battaglione si portò subito al campo, arrivandovi il 10 gennaio 1896. Il reparto fu assegnato al 3° Reggimento fanteria della 2ª Brigata al comando del generale Vittorio Dabormida.
La sera del 29 febbraio 1896 il reparto si trovava all'avanguardia della colonna, ed iniziò la marcia verso le ore 21:00 e preceduto dai reparti di esploratori indigeni raggiunse proprie posizioni stabilite sul Colle Rebbi Arienni dove le truppe presero posizione.
La mattina del 1° marzo il battaglione fu investito in pieno dall'attacco delle truppe scioane del Negus Menelik II che avevano travolto il grosso delle truppe della brigata Dabormida.  Nei durissimi combattimenti rimase gravemente ferito quattro volte all'inguine, e rivoltella alla mano continuò a sparare ed a incitare i suoi uomini a resistere. Combattendo tra i suoi soldati cadde mortalmente ferito dalle lance degli avversari, mentre era in corso la ritirata che si protrasse per tutta la giornata e la notte. Fu successivamente insignito della medaglia d'oro al valor militare alla memoria.